# 建物コレクション
建物コレクション（たてものコレクション）とは、トミーテックが2006年以降に発売している建築物の模型である。
なお、本項では姉妹品である建物コレクション80（たてものコレクションはちまる）についても記述する。

## 概要
昭和期の日本に見られた建築物をモデル化した、日本型Nゲージサイズである縮尺1/150のモデル。製品は塗装済みのキットで、同種のモデルとしては、既に「街並みコレクション」（街コレ）が発売されているが、「街コレ」がブラインドパッケージであるのに対し本シリーズはオープンパッケージである点が異なる。このことや、商品内容が「街コレ」に比べて大きなサイズの模型であることから、消費税込みメーカー希望小売価格が「街コレ」の378円～714円に対し、987～1,575円程度と高めに設定されている。

## 製品モデルの一覧

### 第1弾
2006年10月発売。
- 農家A - 雪国のわらぶき農家。母屋に馬屋を連ねた、寒冷地で見られた農家。
- 農家B - 赤いトタン屋根の農家。栃木県に実在する農家をモデルにした、入母屋の一端が切妻となっている農家。
- 農家C - 真壁の塀のある近郊農家。竹枠に土を塗った真壁の塀がある、玄関前に脱穀スペースを配した古くからの農家。

### 第2弾
2007年1月発売。
- 農家D - 漆喰壁の農家。農具小屋と作業小屋を持つ、入母屋屋根の堂々たる風格を持つ農家。
- 農家E - 山中に立つ農家。重厚な土壁を配した平屋の農家。もとは茅葺だったが、トタン板葺きに改められている。
- 農家F - 農家を彩る小物たち。精米小屋、漆喰壁の蔵、ビニールハウスなど。

### 第3弾
2007年2月発売。
- 工場A - 看板建築の事務棟と、そこに隣接した作業棟が設けられた製材所。
- 工場B - 下町の鋳物工場やプレス工場など、小規模な金属加工所をモデルにした三角屋根の鉄工所。
- 工場C - 小さなパン工場や缶詰工場、あるいは菓子製造工場などの食品加工場をモチーフにした。

### 第4弾
2007年11月発売。
- 神社 - 本殿、拝殿、神楽殿、手水や眷属などを再現。これに合わせ、情景コレクションで神輿や露店、祭りの人々が発売された。価格は税込4725円と高めに設定されている。

### 第5弾
2008年3月発売。初回限定でカーコレクション第2弾の車が1台ランダムで添付される。
- 現代住宅A - 洋瓦の家。1970年代の住宅をイメージしたもの。
- 現代住宅B - コンクリート打ちっぱなしの家。1980年代の住宅をイメージしたもの。なお、車庫がシャッターが閉まった状態をモデルにしているため、添付の車を置くことはできない。
- 現代住宅C - 大型二世帯の家。現代的二世帯住宅をイメージしたもの。

### 第6弾
2008年4月発売。
- 現代住宅D - 陸屋根の家。庭に池がある平屋根の住宅。1970年代頃の住宅がコンセプト。
- 現代住宅E - 出窓のある洋風の家。1980年代の主流であった輸入住宅をイメージしたもの。

### 第7弾
2008年5月発売。
- 狭小住宅A - 切妻屋根の家。車1台分の駐車スペースがある3階建ての住宅。
- 狭小住宅B - 平屋根の家。駐車スペースが2台分の2階建て住宅。

### 第8弾
2008年8月発売。
- 駅A - 地方によく見られる木造の駅舎とホームのセット。モデルは銚子電気鉄道の外川駅[1]。
- 駅B - 都市近郊に見られる赤屋根と上屋付のホームのセット。
- 複線化対応ホームセット - 駅A･Bと組み合わせて複線化するためのプラットホームのセット

### 第9弾
2008年8月発売。
- 電車庫 - 木造の古びた車庫。扉の開閉を選択できるほか、洗車台が付属する。
- 駅C - 石造りの農業倉庫と貨物用のホームのセット。

### 第10弾
2008年9月発売。
- 漁港A - 水揚げ場と漁協の事務所のセット。
- 漁港B - 魚市場と水産加工場のセット。
- 漁港C - 造船所と陸揚げ場のセット。

### 第11弾
2008年9月発売。
- バス営業所A - 事務所兼待合所、自転車置き場、給油機のセット。
- バス営業所B - 洗車機、車庫、ドラム缶などのセット。

### 第12弾
2008年12月発売。
- お寺A - 本堂。
- お寺B - 鐘楼、楼門
- お寺C - 五重の塔。

## 建物コレクション80
カーコレクション80・バスコレクション80同様、日本型16番ゲージにあわせた縮尺1/80のモデル。
- 母べえ - 同作に登場する民家をモデル化。人物フィギュア4体と樹木が付属。2007年12月発売。
- 桜土手駅 - ナローゲージ80にあわせて作られた架空の駅。2017年4月発売。